# Олейников, Юрий Павлович
Юрий Павлович Олейников (Род. 13 июля 1951 г. в г. Мингечаур Азербайджанской ССР) — российский чиновник, государственный и политический деятель. Депутат Государственной Думы VII созыва. Член фракции «Единая Россия», заместитель председателя комитета Госдумы по финансовому рынку. Действительный государственный советник Российской Федерации 2 класса (30 ноября 2011)

## Биография
В 1978 году получил высшее образование по специальности «историк, преподаватель со знанием иностранного языка» окончив Московский государственный университет им. М. В. Ломоносова. В 1987 году окончил аспирантуру и защитил диссертацию в Высшей школе профсоюзного продвижения. Кандидат исторических наук. После окончания школы, с 1968 по 1969 работал на Зеленокумском ремонтном заводе учеником слесаря, слесарем-инструментальщиком 2-го разряда. С 1969 по 1971 проходил службу в рядах Советской Армии. После армии поступил в МГУ имени М. В. Ломоносова. По окончании МГУ был распределён в г. Ульяновск. С 1978 года работал в городском комитете комсомола, затем работал в Ульяновском областном комитете КПСС в отделе агитации и пропаганды, до поступления в 1984 году в аспирантуру Высшей школы ВЦСПС (Всесоюзный центральный совет профессиональных союзов). После окончания аспирантуры и получения степени кандидата наук с 1987 по 1991 год работал преподавателем, заместителем декана Высшей школы. С 1991 по 1996 год работал в коммерческом банке «Инкомбанк» в должности начальника управления рекламы и связей с общественностью. 
С 1996 по 1998 год перешёл на работу в РАО «Норильский никель», которое на тот момент возглавлял Александр Хлопонин, работал в РАО начальником управления внешних связей компании. С 2001 по 2002 работал в администрации губернатора Таймырского автономного округа А. Г. Хлопонина заместителем по вопросам внешним связям. С 2002 по 2005 год, после избрания Хлопонина главой администрации Красноярского края, работал в должности заместителя губернатора. С 2005 по 2008 год работал заместителем председателя центрального исполнительного комитета партии «Единая Россия» по региональной политике. С 2008 по 2010 год работал в ОАО "ГМК «Норильский никель» в должности заместителя генерального директора.
С 2010 по 2012 год работал в аппарате полпреда президента РФ в Северо-Кавказском федеральном округе Александра Хлопонина в должности заместителя. С 2012 по 2013 год работал в правительстве Московской области в должности первого заместителя председателя правительства. С 2013 по 2015 год работал в правительстве Московской области вице-губернатором по политическим вопросам. С 2015 по 2016 год утверждён Московской областной Думой заместителем председателя правительства Московской области.
В сентябре 2016 года баллотировался в Госдуму от партии «Единая Россия», по итогам выборов избран депутатом Государственной Думы VII созыва по одномандатному избирательному округу № 126. 

## Законотворческая деятельность
С 2016 по 2019 год, в течение исполнения полномочий депутата Государственной Думы VII созыва, выступил соавтором 9 законодательных инициатив и поправок к проектам федеральных законов.

## Награды
- Орден Почёта (8 июля 2011 года) — за заслуги в области образования и многолетнюю плодотворную деятельность[11]
- Благодарность Правительства Российской Федерации (16 декабря 2019 года) — за большой вклад в развитие российского парламентаризма и активную законотворческую деятельность[12]